# Ácido behénico
El ácido behénico o ácido docosanoico es un ácido carboxílico saturado con fórmula CH3(CH2)20COOH. En apariencia, se compone de cristales o polvo de color blanco a crema, con un punto de fusión de 80 °C y el punto de ebullición de 306 °C. Es un ácido graso presente en distintos aceites naturales, como el aceite de behen, donde supone aproximadamente un 9% del mismo, y se extrae de la planta Moringa oleifera. También está presente en el aceite de colza (también llamado Canola), que se extrae de la planta Brassica napus (comúnmente conocida como colza), y en el aceite de cacahuete.

## Propiedades
En la dieta, el ácido behénico a pesar de ser un ácido graso, al ser de cadena tan larga se absorbe mal. A pesar de su baja biodisponibilidad en comparación con otros ácidos grasos como el ácido oleico, el ácido behénico eleva el colesterol en los seres humanos.

## Usos
Comercialmente, el ácido behénico se utiliza a menudo en acondicionadores para el cabello y cremas hidratantes por sus propiedades de suavizado. También se utiliza en aceites lubricantes, como retardador de la evaporación de disolventes, etc.
Se trata de un tensoactivo cuya cadena alifática de 22 átomos de carbono es hidrófoba (repele el agua) y su grupo carboxilo terminal (COOH) es hidrófilo (afín al agua). La estructura estirada sería:
Debido a esta naturaleza anfipática, se ha investigado bastante su uso para monocapas o películas de Langmuir-Blodgett.
La reducción del grupo ácido del behénico a alcohol, produce el docosanol.
Su sal de plata, behenato de plata, se emplea como patrón para el calibrado de máquinas de difracción de rayos X de ángulo bajo.